# Takashi Soeda
Takashi Soeda (født 15. marts 1993) er en japansk fodboldspiller.
Han har spillet for flere forskellige klubber i sin karriere, herunder Fujieda MYFC.